# Caius Livius Drusus
Caius Livius Drusus est un homme politique de la République romaine. Il est élu consul en 147 av. J.-C.

## Biographie
C'est un Consul romain en meme temps que Scipion Emilien